# Minucia
Minucia is een geslacht van nachtvlinders uit de familie spinneruilen (Erebidae).

## Soorten
- M. bimaculata Osthelder, 1933
- M. confinis (Wallengren, 1856)
- M. finitima (Wallengren, 1856)
- M. heliothis (Rebel, 1917)
- M. lunaris

Grijs weeskind (Denis & Schiffermüller, 1778)
- M. maculata (Wallengren, 1856)
- M. profana Eversmann, 1857
- M. verecundoides Strand, 1918
- M. wiscotti Püngeler, 1901